# Biehain
Biehain (obersorbisch Bĕhany) ist ein Ortsteil der sächsischen Gemeinde Horka in der östlichen Oberlausitz mit etwa 250 Einwohnern.

## Geographie
Biehain liegt etwa drei Kilometer östlich von Horka in Richtung des Rothenburger Ortsteils Geheege. Biehain ist in einer Wald- und Teichlandschaft eingebettet, die durch die Biehainer Seen geprägt wird.
Durch die westlich liegende Stadt Niesky verläuft die Bundesstraße 115, durch die östlich liegende Stadt Rothenburg verläuft die Staatsstraße S 127 entlang der Lausitzer Neiße.
Im der Ortschaft nächstgelegenen Bahnhof Horka verlaufen die Bahnstrecken Berlin–Görlitz und Węgliniec–Roßlau. Regelmäßiger Schienenpersonennahverkehr besteht in Richtung Cottbus und in Richtung Görlitz. An der eingestellten Kleinbahn Horka–Rothenburg–Priebus hatte Biehain einen Güterbahnhof.

## Geschichte
Flurnamen lassen darauf schließen, dass das Gassengruppendorf auf Anhöhen einer Sumpflandschaft durch deutsche Siedler angelegt wurde. Die erste urkundliche Erwähnung fand Biehain 1397, als die alde Richterynne vom Behan im ältesten Görlitzer Stadtbuch genannt wird. Allerdings werden zuvor schon 1382 ein  Nicze Behayn und 1390 ein Hans Behayn in Görlitzer Quellen erwähnt.
Das Rittergut ist für das Jahr 1601 belegt, als Joachim von Gersdorff einen Teil dessen an seinen Bruder verkaufte.
Die Schule, zu deren Schulgemeinde bis 1912 auch Kaltwasser gehörte, bekam 1720 ein neues Gebäude.
Ursprünglich nach Rothenburg/O.L. eingepfarrt, wurde Biehain erst nach der Reformation nach Horka umgepfarrt. Seit 1831 hat das Dorf einen eigenen Friedhof.
Etwa zwischen 1880 und 1900 wurde Ton abgebaut. Aus den Restlöchern entstanden einige Seen, beispielsweise der Waldsee Biehain.
Gegen Ende des Ersten Weltkriegs wurden sumpfige Flächen trockengelegt, um landwirtschaftliche Nutzflächen zu gewinnen. Zudem wurde die Fischzucht in den Teichen ausgebaut.
Nach dem Zweiten Weltkrieg endete die 130-jährige Periode preußischer Verwaltung und der nordöstliche Teil der Oberlausitz westlich der Lausitzer Neiße kam wieder zurück an Sachsen. Nach der Auflösung der Länder wurde Biehain dem Kreis Niesky (Bezirk Dresden) zugeordnet.
Das enteignete Rittergut wurde in der Bodenreform in den Nachkriegsjahren zum Teil auf Flüchtlinge und Vertriebene aus Schlesien übereignet. Die Landwirtschaftliche Produktionsgenossenschaft (LPG) vom Typ I, seit 1956 vom Typ III, schloss sich 1969 der Horkaer LPG an. Die Teiche wurden von der Binnenfischerei Kreba bewirtschaftet.
Die Kleinbahn Horka–Rothenburg–Priebus, seit dem Kriegsende nur noch bis Steinbach betrieben, stellte 1959 ihren Betrieb ein.
Im Zuge der sächsischen Gemeindegebietsreform wurden zum 1. März 1994 die Gemeinden Biehain und Mückenhain nach Horka eingegliedert.

### Bevölkerungsentwicklung
| Jahr | Einwohner |
| ---- | --------- |
| 1825 | 160       |
| 1871 | 235       |
| 1885 | 226       |
| 1905 | 231       |
| 1925 | 364       |
| 1939 | 353       |
| 1946 | 456       |
| 1950 | 498       |
| 1964 | 392       |
| 1971 | 363       |
| 1988 | 289       |
| 1990 | 269       |
| 1993 | 262       |
| 1999 | 276       |
| 2002 | 285       |
| 2008 | 253       |

Im Jahr 1777 wirtschafteten in Biehain elf Gärtner und zehn Häusler.
Zwischen 1825 und 1871 stieg die Einwohnerzahl von 160 auf über 230 Einwohner. Einer Wachstumsstagnation bis zum Anfang des 20. Jahrhunderts folgte durch eine einsetzende Industrialisierung ein erneutes Bevölkerungswachstum. Bis zum Zweiten Weltkrieg fiel die Einwohnerzahl wieder leicht auf etwa 350 ab, stieg nach dem Krieg durch schlesische Flüchtlinge und Vertriebene bis 1950 auf 500 an. In den nächsten 40 Jahren war ein Bevölkerungsrückgang spürbar, so dass Biehain 1964 unter 400 und 1988 unter 300 Einwohner hatte. Anfang der neunziger Jahre wurde mit etwa 260 ein Tiefstand erreicht, dem sich in den folgenden Jahren ein erneutes Bevölkerungswachstum anschloss.

### Ortsname
Der wenig gebräuchliche sorbische Ortsname Běhany ist eine direkte Ableitung aus dem deutschen Namen, der bereits 1412 als Behain überliefert ist.
Ein Namensursprung als Ableitung eines Personennamens – wahrscheinlich des Lokators der ortsgründenden deutschen Siedler – ist möglich, eine Begriffsableitung von „Bienenwald, Bienenhain“ ist hingegen unwahrscheinlich.